# Echedemos (dyplomata)
Echedemos (Ἐχέδημος) – przywódca poselstwa wysłanego przez Ateńczyków w 190 p.n.e. do Amfisy. Jego celem było spotkanie z Publiuszem i Lucjuszem Scypionami by wyjednać pokój między nimi a Związkiem Etolskim.
Gdy konsul Lucjusz Scypion odmówił odstąpienia od twardych dla Etolczyków warunków pokoju, których domagał się wcześniej Senat, za radą Echedemosa Etolczycy wystąpili o sześciomiesięczne zawieszenie broni, które otrzymali. Dzięki temu Etolczycy mogli wysyłać do Rzymu nowe poselstwa, by wyjednały im łagodniejsze warunki pokojowe.
Informacje o Echedemosie przekazują Polibiusz [XXVI, 2, 3] i Liwiusz [XXXVII 6, 7].